# Zawór denny

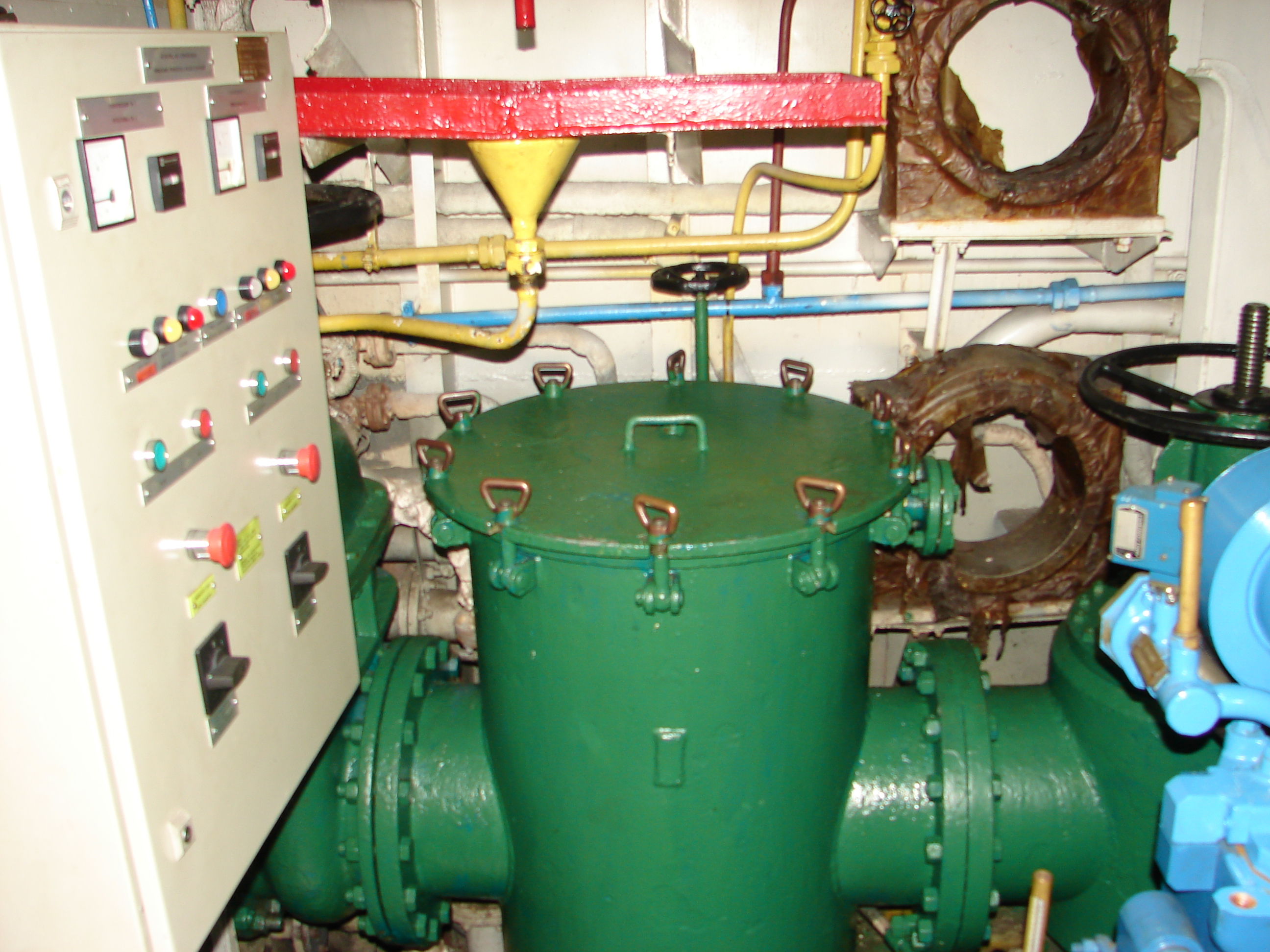
Filtr wody zaburtowej (zielony) i główny zawór po prawej stronie

Zawór denny (kingston) – zawór na statku służący do czerpania wody zaburtowej. Znajduje się poniżej linii wodnej w burcie, dnie lub oble. Czerpana woda jest wykorzystywana przez większość systemów okrętowych między innymi: system przeciwpożarowy, chłodzenia silników, spłukiwania, do celów gospodarczych oraz na okrętach do zatapiania komór amunicyjnych.